# Aeterni Patris
Aeterni Patris je papeška okrožnica, ki jo je leta 1879 izdal papež Leon XIII., v kateri je razglasil filozofijo Tomaža Akvinskega za uradno filozofijo Rimskokatoliške Cerkve.
Isti naslov Aeterni Patris je imela tudi bula, s katero je papež Pij IX. 29. junija 1868 sklical Prvi vatikanski koncil.